# Gernot Münster
Gernot Münster (* 11. Oktober 1952 in Elmshorn) ist ein deutscher theoretischer Physiker, der sich mit Gittereichtheorien und statistischer Feldtheorie beschäftigt.

## Leben
Münster studierte ab 1973 Physik an der Universität Kiel und ab 1976 an der Universität Hamburg, wo er 1978 seine Diplomarbeit bei Harry Lehmann schrieb und 1980 bei Gerhard Mack promoviert wurde. Von 1990 bis 2018 war er Professor an der Westfälischen Wilhelms-Universität in Münster und  Direktor des Instituts für Theoretische Physik. Er war zahlreiche Jahre Mitglied des Senats der Westfälischen Wilhelms-Universität. Von 2006 bis 2011 war er Vorsitzender des Wissenschaftlichen Rates des John von Neumann-Instituts für Computing, von 2007 bis 2013 Gründungsmitglied des Gauss Centre for Supercomputing (GCS), und von 2010 bis 2012 Mitglied des Scientific Steering Committee der europäischen Organisation PRACE (Partnership for Advanced Computing in Europe). Er befasst sich unter anderem mit supersymmetrischen Yang-Mills-Theorien, Quantenchromodynamik auf dem Gitter und statistischer Feldtheorie. Für seine Leistungen als Dozent an der Universität Münster wurde er 2013 als erster Preisträger mit dem Lehrpreis der Fachschaft Physik ausgezeichnet.

## Schriften
- mit István Montvay: Quantum fields on a lattice. (Cambridge Monographs on Mathematical Physics.) Cambridge University Press, Cambridge etc. 1994, ISBN 0-521-40432-0.
- Quantentheorie. 3. Auflage. de Gruyter, Berlin 2020, ISBN 978-3-11-047995-9.
- mit Jan G. Michel (Hrsg.): Die Suche nach dem Geist. mentis, Münster 2013, ISBN 978-3-89785-770-4.
- Von der Quantenfeldtheorie zum Standardmodell. de Gruyter, Berlin 2019, ISBN 978-3-11-063853-0.